# Trophonopsis diazi
Trophonopsis diazi is een slakkensoort uit de familie van de Muricidae. De wetenschappelijke naam van de soort is voor het eerst geldig gepubliceerd in 1942 door Durham.